# Bienvenu Kindoki
Bienvenu Kindoki, né le 30 juillet 1980, est un joueur puis entraîneur français de basket-ball.

## Biographie
Bienvenu Kindoki est entraîneur adjoint du Paris Basketball depuis sa fondation en 2018, aux côtés de Jean-Christophe Prat, Will Weaver, Tuomas Iisalo, Tiago Splitter, puis Francesco Tabellini.
A l'automne 2022, Bienvenu Kindoki est entraîneur principal par interim le temps que l'entraîneur américain, Will Weaver dispose de l'équivalence du diplôme fédéral d'entraîneur.
Durant l'été 2024, il est assistant de Guillaume Vizade pour diriger l'équipe de France U20 qui remporte le championnat d'Europe,.

## Palmarès entraîneur

### Clubs
Compétitions nationales
- Champion de France Pro B
- Vainqueur de la Leaders cup 2024[6]
- Champion de France en 2025.

Compétitions internationales
- Vainqueur de l'EuroCoupe 2023-2024

### Sélection nationale
- Championnat d'Europe des moins de 20 ans 2024 (assistant)